# Dmitri Ilovaiski
Dmitri Ivànovitx Ilovaiski, rus: Дми́трий Ива́нович Илова́йский, (1832-1920) fou un historiador rus antinormandista que va escriure diversos llibres de text d'història estàndard.
Ilovaiski es graduà a la Universitat Estatal de Moscou el 1854, juntament amb Serguei Soloviov. Cridà l'atenció per primera vegada amb la seva tesi sobre el Principat de Riazan el 1858. Fou ferit al setge de Plevna, durant la guerra russo-turca (1877–1878) en què participà.
Als anys 70, Ilovaiski començà a publicar la seva descripció de la història russa, que fou titllada per alguns estudiosos de simple compilació. Als seus escrits tardans hi exposà una controvertida hipòtesi sobre el rus d'Azov, al·legant-hi que estava centrat a Sarkel i Tmutarakan.